# Álvaro Gonçalves de Azevedo
Álvaro Gonçalves de Azevedo (c. 1357 - Batalha de Aljubarrota, 14 de Agosto de 1385), 1.º Senhor da Honra de São Martinho de Babo, Alcaide-Mor de Alenquer e 1.º Senhor de Juro e Herdade de Buarcos.

## Biografia
Filho primogénito de Gonçalo Vasques de Azevedo, 1.º Senhor da Lourinhã, de Figueiró dos Vinhos e de Pedrógão Grande, Alcaide-Mor de Santarém e de Torres Novas e 1.º Marechal do Reino de Portugal, e de sua mulher Inês Afonso.
Foi 1.º Senhor da Honra de São Martinho de Babo, no Concelho de Regalados, Alcaide-Mor de Alenquer por D. Fernando I de Portugal e 1.º Senhor de Juro e Herdade de Buarcos pelo mesmo Rei antes de 1383.
A 24 de Agosto de 1384 o Mestre de Avis confirmou o Senhorio de Juro e Herdade de Buarcos a Álvaro Gonçalves de Azevedo, que o tivera de «el rrey dom fernando nosso Jrmaão a q d.s p.doe, oolhando irando os mjtos strmados s.ujços que del e de gonçallo vaasq.z d azevedo seu padre e dos do seu linhagem recebera» e a 24 de Junho de 1384 deu-lhe os celeiros de Alvaiázere, como os tinha o 2.º Conde de Ourém, seu sogro. Apesar disso, esteve na Batalha de Aljubarrota, com seu pai, contra o Mestre de Avis, onde ambos morreram.

## Dados genealógicos
Casou com Sancha Anes (de) Andeiro ou Sancha (de) Andeiro, filha de João Fernandes Andeiro, 2.º Conde de Ourém, e de sua mulher Maior Fernandes de Moscoso, da qual teve, embora alguns autores digam que não teve filhos, duas filhas, de acordo com o Padre Jacinto Pereira da Companhia de Jesus:
- Brites de Azevedo, mulher de João Fernandes de Barros, Senhor da Terra de Prozelo, irmão de seu cunhado, com geração
- Joana de Azevedo, mulher de Martim Martins de Barros, irmão de seu cunhado, a qual instituiu com seu marido o Morgado da Amoreira, com geração